# Deutonura stachi
Deutonura stachi är en urinsektsart som först beskrevs av Hermann Gisin 1952.  Deutonura stachi ingår i släktet Deutonura, och familjen Neanuridae. Arten är reproducerande i Sverige.